# 5838 Гамсун
5838 Гамсун (5838 Hamsun) — астероїд головного поясу, відкритий 29 вересня 1973 року.
Тіссеранів параметр щодо Юпітера — 3,385.